# Едгар Єнокян
Едгар Єнокян (вірм. Էդգար Ենոքյանը; нар. 20 липня 1986) — вірменський борець вільного стилю, бронзовий призер чемпіонату Європи.

## Біографія
Боротьбою почав займатися з 1995 року.
Виступає за спортивний клуб з Єревана.

## Спортивні результати на міжнародних змаганнях

### Виступи на Чемпіонатах світу
| Змагання                        | Збірна   | Вагова категорія          | Місце |
| ------------------------------- | -------- | ------------------------- | ----- |
| Чемпіонат світу з боротьби 2007 | Вірменія | вільна боротьба, до 96 кг | 28    |
| Чемпіонат світу з боротьби 2009 | Вірменія | вільна боротьба, до 96 кг | 10    |
| Чемпіонат світу з боротьби 2010 | Вірменія | вільна боротьба, до 96 кг | 10    |
| Чемпіонат світу з боротьби 2013 | Вірменія | вільна боротьба, до 96 кг | 26    |
| Чемпіонат світу з боротьби 2015 | Вірменія | вільна боротьба, до 97 кг | 31    |

### Виступи на Чемпіонатах Європи
| Змагання                         | Збірна   | Вагова категорія          | Місце  |
| -------------------------------- | -------- | ------------------------- | ------ |
| Чемпіонат Європи з боротьби 2005 | Вірменія | вільна боротьба, до 84 кг | 16     |
| Чемпіонат Європи з боротьби 2008 | Вірменія | вільна боротьба, до 96 кг | 9      |
| Чемпіонат Європи з боротьби 2009 | Вірменія | вільна боротьба, до 96 кг | Бронза |
| Чемпіонат Європи з боротьби 2011 | Вірменія | вільна боротьба, до 96 кг | 5      |
| Чемпіонат Європи з боротьби 2013 | Вірменія | вільна боротьба, до 96 кг | 12     |
| Чемпіонат Європи з боротьби 2014 | Вірменія | вільна боротьба, до 97 кг | 8      |

### Виступи на інших змаганнях
| Змагання                                                        | Збірна   | Вагова категорія          | Місце  |
| --------------------------------------------------------------- | -------- | ------------------------- | ------ |
| Олімпійський кваліфікаційний турнір з боротьби 2008 (Варшава)   | Вірменія | вільна боротьба, до 96 кг | 7      |
| Кубок Тахті 2010                                                | Вірменія | вільна боротьба, до 96 кг | Бронза |
| Золотий Гран-прі з боротьби 2010 (Тбілісі)                      | Вірменія | вільна боротьба, до 96 кг | 13     |
| Турнір Г. Картозія і В. Балавадзе 2011                          | Вірменія | вільна боротьба, до 96 кг | 9      |
| Олімпійський кваліфікаційний турнір з боротьби 2012 (Софія)     | Вірменія | вільна боротьба, до 96 кг | 9      |
| Олімпійський кваліфікаційний турнір з боротьби 2012 (Тайюань)   | Вірменія | вільна боротьба, до 96 кг | 15     |
| Олімпійський кваліфікаційний турнір з боротьби 2012 (Гельсінкі) | Вірменія | вільна боротьба, до 96 кг | 18     |
| Турнір Степана Саргісяна 2012                                   | Вірменія | вільна боротьба, до 96 кг | Золото |
| Київський Міжнародний турнір з боротьби 2013                    | Вірменія | вільна боротьба, до 96 кг | 9      |
| Турнір Чорного моря 2013                                        | Вірменія | вільна боротьба, до 96 кг | Срібло |
| Літня Універсіада 2013                                          | Вірменія | вільна боротьба, до 96 кг | 15     |
| Турнір Степана Саргісяна 2013                                   | Вірменія | вільна боротьба, до 96 кг | Срібло |
| Турнір Дана Колова — Николи Петрова 2014                        | Вірменія | вільна боротьба, до 97 кг | 14     |
| Турнір міста Сассарі з боротьби 2014                            | Вірменія | вільна боротьба, до 97 кг | Бронза |
| Турнір Степана Саргісяна 2014                                   | Вірменія | вільна боротьба, до 97 кг | Бронза |
| Клубний чемпіонат світу з боротьби 2015                         | Вірменія | команда                   | 4      |
| Олімпійський кваліфікаційний турнір з боротьби 2016 (Зренянин)  | Вірменія | вільна боротьба, до 97 кг | 10     |